# 二十四史
二十四史為中國古代各朝撰寫的二十四部史書的總稱，是獲歷朝代納為正統的史書，故又稱「正史」，記載逾四千年的中國歷史，上起傳說的黃帝，止於明朝崇禎十七年（1644年），計3213卷，約4000萬字，且統一使用分本紀、列傳的紀傳體編寫。 
「正史」一名，始見於《隋書·經籍志》：「世有著述，皆擬班、馬，以為正史。」當乾隆帝欽定「二十四史」以後，「正史」一稱就由「二十四史」所專有，取得了正統史書的地位。
1921年，中華民國大總統徐世昌下令將《新元史》列入正史，與「二十四史」合稱為「二十五史」，但學術界則一般奉《清史稿》為「二十五史」之一而摒除《新元史》，如果將兩書都列入正史，則成「二十六史」。

## 歷史發展

### 「二十四史」的概念形成
三国时社会上已有“三史”之称。“三史”通常是指《史记》《汉书》和东汉刘珍等写的《东观汉记》。范曄《后汉书》問世，唐代以後遂漸取代《東觀漢记》，成为“三史”之一。
其後，在《三國志》編成之後，與《史記》《漢書》《後漢書》並稱為「前四史」。
於唐代，記載三国至隋朝十個王朝的史書：《三國志》《晉書》《宋書》《南齊書》《梁書》《陳書》《魏書》《北齊書》《周書》《隋書》十部正史，合稱「十史」。後來出現了「十三史」，即包括「十史」和《史記》《漢書》《後漢書》。唐朝時吳武陵有《十三代史駁議》二十卷，宗諫注《十三代史目》十卷。
於宋代，在“十三史”的基础上，加入《南史》《北史》《新唐书》《新五代史》，形成了“十七史”。北宋王令著有《王先生十七史蒙求》，南宋呂祖謙有《十七史詳節》。
於明代，明代又增以《宋史》《辽史》《金史》《元史》，合称“二十一史”。清代顧炎武《日知錄·監本二十一史》說：「宋時止有十七史，今則併宋、遼、金、元四史為二十一史。」
清代雍正年間，《明史》編成，合稱「二十二史」，趙翼《廿二史札記》則是依此命名。其後后来又增加了《旧唐书》，成为“二十三史”。在編寫《四庫全書》的時候，从《永乐大典》中辑录出来的《旧五代史》也被列入，即二十四史。

### 後續
因《元史》撰寫之內容實為缺漏，且用字離疏，故柯劭忞於民國六年（1917年）召編《新元史》，民国九年（1920年）脫稿，民国十年（1921年）大总统徐世昌下令将《新元史》列入“正史”，与“二十四史”合称「二十五史」。但也有人將趙爾巽等編的《清史稿》列為二十五史之一；或者將兩書都列入正史的總數計算，合稱「二十六史」。
1971年，主持「二十四史」整理工作的顾颉刚在其《整理国史计划书》中说：「钱海岳独竭数十年的精力，编成纪传体的《南明史》百数十卷，足备一代文献。」「如能觅得，应置《明史》之后。」等到钱氏女婿堵仲伟拜访顾颉刚并出示《南明史稿》时，顾氏又作题跋，将此书「次于《明史》之后，《清史稿》之前」，但此計劃並未得到支持，眾人認為應等《二十四史》點校完成後再議此事。

## 列表
| 流水號 | 書名     | 成書時間                | 修撰人 | 修撰人         | 例目 | 例目 | 例目 | 例目 | 例目             | 總卷數 | 記事起訖時間                                           | 備註                                      |
| 流水號 | 書名     | 成書時間                | 時代   | 姓名           | 本紀 | 表   | 書志 | 列傳 | 其他             | 總卷數 | 記事起訖時間                                           | 備註                                      |
| ------ | -------- | ----------------------- | ------ | -------------- | ---- | ---- | ---- | ---- | ---------------- | ------ | ------------------------------------------------------ | ----------------------------------------- |
| 1      | 史記     | 約前91年                | 西漢   | 司馬遷         | 12   | 10   | 8    | 70   | 世家30           | 130    | 傳說中的黃帝（約前2550年）至漢武帝元狩元年（前122年）  | 合稱三史                                  |
| 2      | 漢書     | 82年                    | 東漢   | 班固           | 12   | 8    | 10   | 70   |                  | 100    | 漢高帝元年（前206年）至王莽地皇四年（23年）            | 合稱三史                                  |
| -      | 東觀漢記 | 196年進行最後一次總整理 | 東漢   | 劉珍等         | 3    | 1    | 1    | 15   | 載記1 散句1      | 22     | 漢光武帝建武元年（25年）至漢靈帝中平六年（189年）      | 合稱三史                                  |
| 3      | 後漢書   | 445年                   | 南朝宋 | 范曄           | 10   |      | 30   | 80   |                  | 120    | 漢光武帝建武元年（25年）至漢獻帝延康元年（220年）      | 合稱四史 (後漢書取代東觀漢記)             |
| 4      | 三國志   | 289年                   | 晉     | 陳壽           | 4    |      |      | 61   |                  | 65     | 魏文帝黃初元年（220年）至晉武帝太康元年（280年）       | 合稱四史 (後漢書取代東觀漢記)             |
| 5      | 晉書     | 648年                   | 唐     | 房玄齡等       | 10   |      | 20   | 70   | 载记30           | 130    | 晉武帝泰始元年（265年）至晉恭帝元熙二年（420年）       | 唐朝時合稱十三史                          |
| 6      | 宋書     | 488年                   | 南朝梁 | 沈約           | 10   |      | 30   | 60   |                  | 100    | 宋武帝永初元年（420年）至宋順帝昇明三年（479年）       | 唐朝時合稱十三史                          |
| 7      | 南齊書   | 537年                   | 南朝梁 | 蕭子顯         | 8    |      | 11   | 40   |                  | 59     | 齊高祖建元元年（479年）至齊和帝中興二年（502年）       | 唐朝時合稱十三史                          |
| 8      | 梁書     | 636年                   | 唐     | 姚思廉         | 6    |      |      | 50   |                  | 56     | 梁武帝天監元年（502年）至梁敬帝太平二年（557年）       | 唐朝時合稱十三史                          |
| 9      | 陳書     | 636年                   | 唐     | 姚思廉         | 6    |      |      | 30   |                  | 36     | 陳武帝永定元年（557年）至陈后主祯明三年（589年）       | 唐朝時合稱十三史                          |
| 10     | 魏書     | 554年                   | 北齊   | 魏收           | 12   |      | 20   | 98   |                  | 130    | 魏道武帝登國元年（386年）至東魏孝靜帝武定八年（550年） | 唐朝時合稱十三史                          |
| 11     | 北齊書   | 636年                   | 唐     | 李百藥         | 8    |      |      | 42   |                  | 50     | 北齊文宣帝天保元年（550年）至北齊幼主承光元年（577年） | 唐朝時合稱十三史                          |
| 12     | 周書     | 636年                   | 唐     | 令狐德棻等     | 8    |      |      | 42   |                  | 50     | 西魏文帝大統元年（535年）至周靜帝大定元年（581年）     | 唐朝時合稱十三史                          |
| 13     | 隋書     | 636年                   | 唐     | 魏徵等         | 5    |      | 30   | 50   |                  | 85     | 隋文帝開皇元年（581年）至隋恭帝義寧二年（618年）       | 唐朝時合稱十三史                          |
| 14     | 南史     | 659年                   | 唐     | 李延壽         | 10   |      |      | 70   |                  | 80     | 宋武帝永初元年（420年）至陈后主祯明三年（589年）       | 宋朝時合稱十七史 (扣除舊唐書、舊五代史)   |
| 15     | 北史     | 659年                   | 唐     | 李延壽         | 12   |      |      | 88   |                  | 100    | 魏道武帝登國元年（386年）至隋恭帝義寧二年（618年）     | 宋朝時合稱十七史 (扣除舊唐書、舊五代史)   |
| 16     | 舊唐書   | 945年                   | 後晉   | 劉昫等         | 20   |      | 30   | 150  |                  | 200    | 唐高祖武德元年（618年）至唐哀帝天祐四年（907年）       | 宋朝時合稱十七史 (扣除舊唐書、舊五代史)   |
| 17     | 新唐書   | 1060年                  | 宋     | 歐陽修、宋祁等 | 10   | 15   | 50   | 150  |                  | 255    | 唐高祖武德元年（618年）至唐哀帝天祐四年（907年）       | 宋朝時合稱十七史 (扣除舊唐書、舊五代史)   |
| 18     | 舊五代史 | 974年                   | 宋     | 薛居正等       | 61   |      | 12   | 77   |                  | 150    | 梁太祖開平元年（907年）至周恭帝顯德七年（960年）       | 宋朝時合稱十七史 (扣除舊唐書、舊五代史)   |
| 19     | 新五代史 | 1053年                  | 宋     | 歐陽修         | 12   | 1    | 3    | 45   | 世家10 四夷附录3 | 74     | 梁太祖開平元年（907年）至周恭帝顯德七年（960年）       | 宋朝時合稱十七史 (扣除舊唐書、舊五代史)   |
| 20     | 宋史     | 1345年                  | 元     | 脫脫等         | 47   | 32   | 162  | 255  |                  | 496    | 宋太祖建隆元年（960年）至趙昺祥興二年（1279年）        | 明朝時合稱二十一史 (扣除舊唐書、舊五代史) |
| 21     | 遼史     | 1344年                  | 元     | 脫脫等         | 30   | 8    | 32   | 45   | 国语解1          | 116    | 遼太祖元年（907年）至遼天祚帝保大五年（1125年）        | 明朝時合稱二十一史 (扣除舊唐書、舊五代史) |
| 22     | 金史     | 1345年                  | 元     | 脫脫等         | 19   | 4    | 39   | 73   |                  | 135    | 金太祖收國元年（1115年）至金哀宗天興元年（1234年）     | 明朝時合稱二十一史 (扣除舊唐書、舊五代史) |
| 23     | 元史     | 1370年                  | 明     | 宋濂等         | 47   | 8    | 58   | 97   |                  | 210    | 元太祖元年（1206年）至元順帝至正二十八年（1368年）     | 明朝時合稱二十一史 (扣除舊唐書、舊五代史) |
| 24(25) | 明史     | 1739年                  | 清     | 張廷玉等       | 24   | 13   | 75   | 230  |                  | 332    | 明太祖洪武元年（1368年）至明莊烈帝崇禎十七年（1644年） | 合稱二十四史 (加上舊唐書、舊五代史)       |
| (24)   | 新元史   | 1920年                  | 民國   | 柯劭忞         | 26   | 7    | 70   | 154  |                  | 257    | 元太祖元年（1206年）至元昭宗宣光八年（1378年）         | 合稱二十五史                              |
| (26)   | 清史稿   | 1928年                  | 民國   | 趙爾巽等       | 25   | 135  | 53   | 316  |                  | 529    | 清太祖天命元年（1616年）至清末帝宣統三年（1911年）     | 合稱二十六史                              |
| -      | 清史     | 1961年                  | 民國   | 張其昀等       | 25   | 136  | 53   | 315  | 補編21           | 550    | 清太祖天命元年（1616年）至清末帝宣統三年（1911年）     | -                                         |

## 主要版本
- 南宋紹興十四年四川轉運使井憲孟刊行「眉山七史」（宋、南齊、梁、陳、魏、北齊、周書，現收入百衲本二十四史）
- 明朝南京国子监刻“二十一史”（“南监本”）
- 明万历北京国子监刻“二十一史”（“北监本”）
- 明崇祯毛氏汲古阁刻“十七史”
- 清朝乾隆武英殿刻“二十四史”
- 清同治光绪间五省官书局合刻“二十四史”
- 中華民國商務印書館印張元濟輯《百衲本二十四史》
- 民國45-46年二十五史編刊館印行《仁壽本二十五史》（1961年國防研究院出版修訂本《清史》，1971年成文出版社有限公司補入出版，改稱「仁壽本二十六史」）
- 民國56年臺灣商務印書館王雲五重印《百衲本二十四史》（16开 精装）
- 民國65年臺灣商務印書館王雲五補校《百衲本二十四史》（大32开 平装）
- 民國99年臺灣商務印書館增大开本、放大字体重印王雲五補校《百衲本二十四史》（精装。出版说明为18开，但对于32开而言，开本的增大主要在宽度上而不是在长度上）
- 中华书局排印《點校本二十四史》